# Rostratula
A Rostratula  a madarak osztályának lilealakúak (Charadriiformes) rendjébe és a guvatszalonkafélék (Rostratulidae) családjába tartozó nem.

## Rendszerezésük
A nemet Louis Pierre Vieillot francia ornitológus írta le 1816-ban, az alábbi 2 faj tartozik ide:
- nagy guvatszalonka (Rostratula benghalensis)
- ausztrál guvatszalonka (Rostratula australis)